# Jean-Claude Van Damme
Jean-Claude Van Damme, eredeti nevén Jean-Claude Camille François Van Varenberg (Brüsszel, 1960. október 18. –) belga harcművész, színész, filmproducer, forgatókönyvíró, filmrendező és koreográfus. Legismertebb filmes alakításait akciófilmekben nyújtotta.
Színészi pályafutását statisztaként kezdte, majd az 1986-os Karate tigris 1. – Nincs irgalom című filmben debütált, mint negatív főszereplő. A nagy áttörést az 1988-as Véres játék című film hozta meg számára, ezután az 1980-as évek végén és az 1990-es évek elején a színész számos további akciófilmben szerepelt. 1992-ben vállalta el a Tökéletes katona című film főszerepét, amely bevétel szempontjából nagy sikert ért el és a későbbiekben több folytatása is született. Az 1994-es Street Fighter – Harc a végsőkig után a színész pályafutása hanyatlásnak indult, filmjei nem váltották be a jegyeladási reményeket. Az 1999-es Tökéletes katona – A visszatérés című film megjelenését követően a színész kilenc évig nem került filmvászonra, filmjei csupán DVD-n jelentek meg. 
2008-ban a részben önéletrajzi ihletésű JCVD – A Van Damme menet című, mozikban is vetített film hozta meg számára ismét a kritikai elismertséget. 2009-ben Van Damme a Tökéletes katona 3. – Egy új kezdet című filmben alakította a főszerepet. 2012-ben a színész The Expendables – A feláldozhatók 2. című filmben kapott negatív főszerepet és még ugyanebben az évben a Tökéletes katona-sorozat újabb részében, a Tökéletes katona: A leszámolás napja című filmben is feltűnt, akárcsak a 2015-ös Halálos melóban. A Kickboxer-filmek rebootjában (2016–2018) mellékszerepet alakított. 
Filmjeiben leggyakoribb magyar szinkronhangjai Mihályi Győző, Jakab Csaba és Haás Vander Péter voltak.

## Élete

### Fiatalkora
Jean-Claude Camille François Van Varenberg néven született 1960. október 18-án, Brüsszel Berchem-Sainte-Agathe városrészében, Belgiumban, Eliana és Eugene Van Varenberg, belga könyvelő és virágüzlet-tulajdonos gyermekeként. Családja alapvetően flamand-vallon keveredésű, amely Belgium két legfőbb etnikuma. Vallásukat tekintve római katolikusok, bár Van Damme anyai nagyanyja zsidó illetőségű volt.
Tízéves korában kezdett el harcművészettel foglalkozni, amikor apja beíratta egy shotokan karate tanfolyamra. Végül fekete övet szerzett és megnyerte az European Professional Karate Association középsúlyú bajnokságát (bár saját állítása szerint kétszeres bajnok). Fizikuma fejlesztésére súlyemelést is végzett, majd elnyerte a Mr. Belgium testépítő címet. Tizenhat évesen balettozni kezdett, ezt öt évig folytatta. A balett véleménye szerint „művészet, ugyanakkor egy igen nehéz és komoly sport is. Ha túlélsz egy balettfoglalkozást, túlélsz bármely más edzést is”.
Tizennyolc évesen megnyitotta a California edzőtermet Brüsszelben, mellyel egy újságcikk szerint havonta 15 ezer dollárt is megkeresett. Filmvásznon először a francia Rue Barbare című filmben szerepelt 1984-ben, majd még ebben az évben a Mindörökké Monaco-ban. Ez adta a lökést, hogy feladja jól profitáló fitness üzletét a színészetért. Az 1980-as évek elején – Hongkongot követően – az Amerikai Egyesült Államokba ment. Eleinte bérelt kocsiban aludt és alkalmi munkákat vállalt, amíg be nem tört a filmes világba. Jean-Claude Van Damme ma már a "Brüsszeli Erőcsoda" rajongói szerint.

### Küzdősport-karrier
Jean-Claude karateoktatója és csapatvezetője Brüsszelben Claude Goetz volt. Goetz keze alatt Van Damme impresszív rúgási és törési technikákat sajátított el. Van Damme a karate mellett taekwondo és Muay Thai fogásokat is tanult.
1978-ban vett részt először full kontakt mérkőzésen. Antwerpenben egy versenyen a kezdő divízióban három győzelmet szerzett, a német Eric „Basel” Strauss felett egy 18 másodperces meccsen kiütéssel, egyet Michel Juvillier felett, és egyet 26 másodperces stoppolással Orlando Langgal szemben. Néhány hónappal később Iseghemben kiütötte Emile Lweibmant és Círille Nolel-t, az első körben.
Előmeccses volt a francia Dominique Valera és az amerikai Dan Marcaruso küzdelmén Brüsszelben, ahol a második menetben kiütötte Verlugels-t. Ezzel a küzdősport-világ figyelmének középpontjába került. Mike Anders, a profi karate magazin alapítójának véleménye volt, hogy Van Damme lesz a sport új, feltörekvő csillaga.
1979-ben a 19 éves Jean-Claude megnyerte az Európai Full-kontakt Bajnokságot középsúlyban. Gyors kiütések sorával szerzett győzelmet Andre Robaeys, Jacques Piniarski és Rolf Risberg felett. Ez a verseny már felkészülést jelentett a közelgő USA-beli világbajnokságra.
A floridai Orlandóba utazott, és megszerezte középsúlyú full-kontakt világbajnok címet. Első mérkőzésén az első menetben stoppolást ért el Sherman Bergmannal szemben (Miami Beach, Florida). Második mérkőzésben stoppolta Gil Diazt (Madrid, Spanyolország) a nyitókörben. A negyed végén aztán elszenvedte első vereségét a belga Patrick Teugelstől. Teugels jutott tovább és ő lett a társ-világbajnok. A visszavágón, Brüsszelben néhány hónappal később Van Damme stoppolta Teugelst két percen belül. A győzelmet követően Jean-Claude visszavonult az aktív versenyzésből 14-1-es (13 ko) rekordjával.
Ellentmondásokat hozott filmkarrierjében az, hogy egyetlen felvételt sem találtak küzdelmeiről. Ennek oka, hogy születési nevén, mint Van Varenberg vívta a mérkőzéseit, és Jean-Claude Van Damme néven nincs mérkőzés nyilvántartva.

### Filmes pályafutása
Van Damme háttérszereplőként tűnt fel a Breakin' egyik breaktánc jelenetében. 1985-ben Ivan Krushensky-t játszotta a Karate tigris 1. – Nincs irgalom című filmben, Kurt McKinney főszereplő mellett. A film rendezője, Patrick Passis volt, Van Damme közeli barátja.
Van Damme alakította volna a földönkívüli szörnyet Arnold Schwarzenegger Predator – A ragadozó című akciófilmjében, de a jelmez túl nehéz volt számára és a szerep sem tetszett neki, ezért otthagyta a produkciót. Visszavonulásáról viták folytak; némelyek szerint kilépett, mások szerint helyettesítették, mikor a karaktert módosították. Van Damme panasza szerint kirúgták, ezért más filmekben folytatta szereplését – Jesse Ventura önéletrajzi filmjében viszont ő sebesített meg egy kaszkadőrt.
A Véres játék című film hozta meg a sikert számára, bár 1988-ban Arany Málna díjra jelölték miatta. A kritikusok nem lelkesedtek érte, de a film alapkőnek bizonyult Van Damme karrierjében.
Színészként arról vált ismertté, hogy képes teljes spárgát csinálni mutatványai közben, valamint a még harcművészek körében is egyedülálló rugalmasságáról.
Az 1990-es években dolgozta be magát Hollywood berkeibe, gyakran dolgozott együtt elismert külföldi rendezőkkel. Nevezetesebb filmjei közé tartozik a Kickboxer – Vérbosszú Bangkokban (1989), Dupla dinamit (1991), Tökéletes katona (1992), Hiába futsz (1993), Tökéletes célpont (1993), Hirtelen halál (1995) és legelismertebb filmje, az Időzsaru (1994). Filmjei egymilliárd dollár felett jövedelmeztek világszerte, és olyan sztárok mellé emelkedett, mint Sylvester Stallone vagy Arnold Schwarzenegger.[forrás?]
A kalandor című 1996-os filmet maga írta, rendezte, és a főszerepet is ő alakítja.

### Válogatott filmográfia

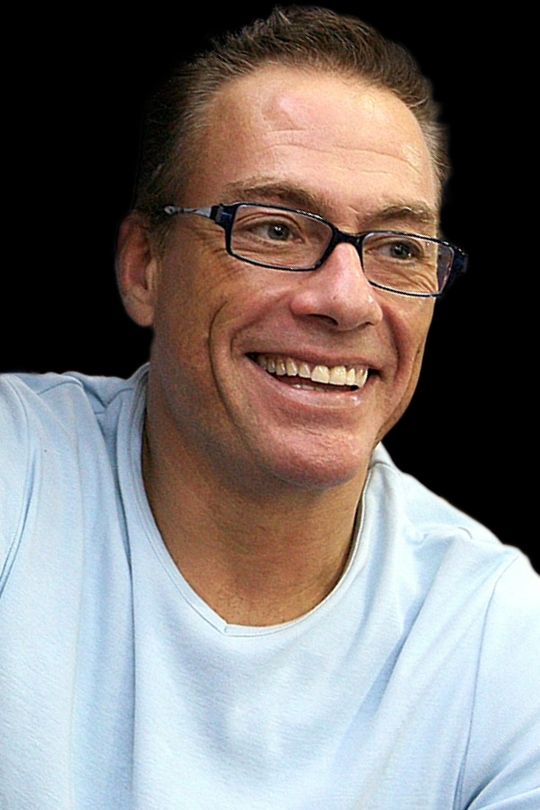
2007-ben

- Karate tigris 1. – Nincs irgalom (1985)
- Véres játék (1988)
- Fekete sas (1988)
- Cyborg – A robotnő (1989)
- Kickboxer – Vérbosszú Bangkokban (1989)
- Börtöncsapda (1990)
- Oroszlánszív (1990)
- Dupla dinamit (1991)
- Tökéletes katona (1992)
- Tökéletes célpont (1993)
- Az utolsó akcióhős (1993)
- Hiába futsz (1993)
- Street Fighter – Harc a végsőkig (1994)
- Időzsaru (1994)
- Hirtelen halál (1995)
- Mindhalálig (1996)
- A kalandor (1996)
- Nyerő páros (1997)
- A légiós (1998)
- Rajtaütés (1998)
- Tökéletes katona – A visszatérés (1999)
- Inferno – A bűnös város (1999)
- A rend őrzője (2001)
- Replikáns (2001)
- Vakvágányon (2002)
- Maga a pokol (2003)
- A halál nyomában (2004)
- Narco – Belevaló bealvós (2004)
- Tökéletes védelem (2006)
- Utcai igazság (2006)
- Bosszú mindhalálig (2007)
- A törvény erejével (2008)
- JCVD – A Van Damme menet (2008)
- Tökéletes katona 3. – Egy új kezdet (2009)
- Gyilkos játékok (2011)
- Kung Fu Panda 2. (2011)
- The Expendables – A feláldozhatók 2. (2012)
- Hat töltény ára (2012)
- Tökéletes katona: A leszámolás napja (2012)
- Közeli ellenség (2013)
- Dzsungeltúra lúzereknek (2014)
- Fulladás (2014)
- Halálos meló (2015)
- Kung Fu Panda 3. (2016)
- Kickboxer: A bosszú ereje (2016)
- Soha ne felejts! (2017)
- Kickboxer: Megtorlás (2018)
- A sötét tengeren (2018)
- A kidobó (2018)
- A túlélés ára (2019)
- Az utolsó titkos ügynök (2021)
- Minyonok: Gru színre lép (2022)
- Elnyel a sötétség (2024)
- Több, mint kertész (2025)

## Fordítás
- Ez a szócikk részben vagy egészben  a   Jean-Claude Van Damme című angol Wikipédia-szócikk fordításán alapul.  Az eredeti cikk szerkesztőit annak laptörténete sorolja fel. Ez a jelzés csupán a megfogalmazás eredetét és a szerzői jogokat jelzi, nem szolgál a cikkben szereplő információk forrásmegjelöléseként.